# Schiffssetzung von Tingvoll
Koordinaten: 64° 1′ 25″ N, 11° 29′ 31,4″ O
Die Schiffssetzung von Tingvoll liegt auf dem Gelände des „Best Western Tingvold Park Hotels“ am „Gamle Kongeveg“ (alter Königsweg) in Steinkjer in Norwegen.

## Beschreibung
Die Schiffssetzung (norwegisch Skipssetning) besteht aus 38 Steinen. Sie ist der Rest eines Gräberfeldes entlang des alten Königsweges. Es bestand aus Bautasteinen, mehreren Steinkreisen und 20 runden, dreieckigen und länglichen Grabhügeln. Ursprünglich war die Steinsetzung über 40 m lang (heute etwa 35 m), in der Mitte neun Meter breit, und bestand aus 45 (heute 38) Steinen, die beiden Enden fehlen. Der höchste Stein befindet sich in der Mitte der Steinreihen. Die Steine variieren von etwa 50 cm bis etwa 1,5 m Höhe. Die Anlage lag früher näher am Meer, das zur Wikingerzeit vor der Landhebung der Meeresspiegel um vier bis fünf Meter höher lag.

## In der Nähe
1869 wurden unterhalb der Schiffssetzung zwei Grabhügel ausgegraben. Beides waren Schiffskammergräber, eine Kombination aus Schiff und einer im Blockbau errichteten Grabkammer aus Holz. Die Toten lagen mit dem Kopf in nördlicher Richtung. Als Grabbeigaben fand man ein zweischneidiges Schwert, eine Speerspitze, einen gusseisernen Kochtopf und einige Spielfiguren aus Glas. Die Gräber sind auf das frühe 9. Jahrhundert datiert. Schiffssetzungen dieser Größe sind in der Regel älter und stammen nicht aus dieser Zeit.